# 40 mm Cased Telescoped Weapon System
Das 40 mm Cased Telescoped Weapon System (CTWS), manchmal auch als 40 mm Cased Telescoped Armament System (CTAS) bezeichnet, wird von CTA International entwickelt, einem Zusammenschluss von BAE Systems und Nexter. Hierbei sollen erstmals Teleskoppatronen in einer Maschinenkanone verwendet werden, um Abmessungen und Gewicht zu reduzieren.

## Entwicklungsgeschichte
1994 gründeten der französische Rüstungskonzern Giat und der britische Royal Ordnance die Firma Cased Telescoped Ammunition International (CTA International, CTAI), um gemeinsam eine Maschinenkanone zum Verschuss von Teleskoppatronen zu entwickeln. Die ersten Studien betrafen ein System mit einem Kaliber von 45 mm. 1997 wurde schließlich das Kaliber auf 40 mm festgelegt und mit der Arbeit an der Kanone, der Munition und der Munitionszuführung begonnen. Ab 1999 wurde auch das Verteidigungsministerium der Vereinigten Staaten mit einbezogen, um die Integration in den Turm des FSCS/TRACER und des M2/M3 Bradley zu untersuchen. Dabei wurde auch eine Waffenanlage auf einem Bradley montiert und Schussversuchen unterzogen. 2002 wurde mit dem britischen und französischen Verteidigungsministerium ein Vertrag unterzeichnet, um Studien durchzuführen und das Entwicklungsrisiko zu reduzieren. 2004 folgte ein weiterer Vertrag, um die Integration der Waffe in den bemannten britischen MTIP-Turm und in den unbemannten französischen TOUTATIS-Turm zu untersuchen. Die Ausweitung des Joint Ventures erfolgte 2005, als die Entwicklung von Waffe, Munition, Munitionsförderung, Aktuatoren und Feuerleitung beschlossen wurde. Schließlich wurde das System 2008 vom Verteidigungsministerium des Vereinigten Königreichs aus Hauptwaffe des FRES Scout und des Warrior-Upgrades ausgewählt. Seitdem werden Testschüsse mit der Waffenanlage und der Munition durchgeführt, um die Serienreife für den FRES Scout und Warrior zu erreichen.

## Technik

### Waffenanlage

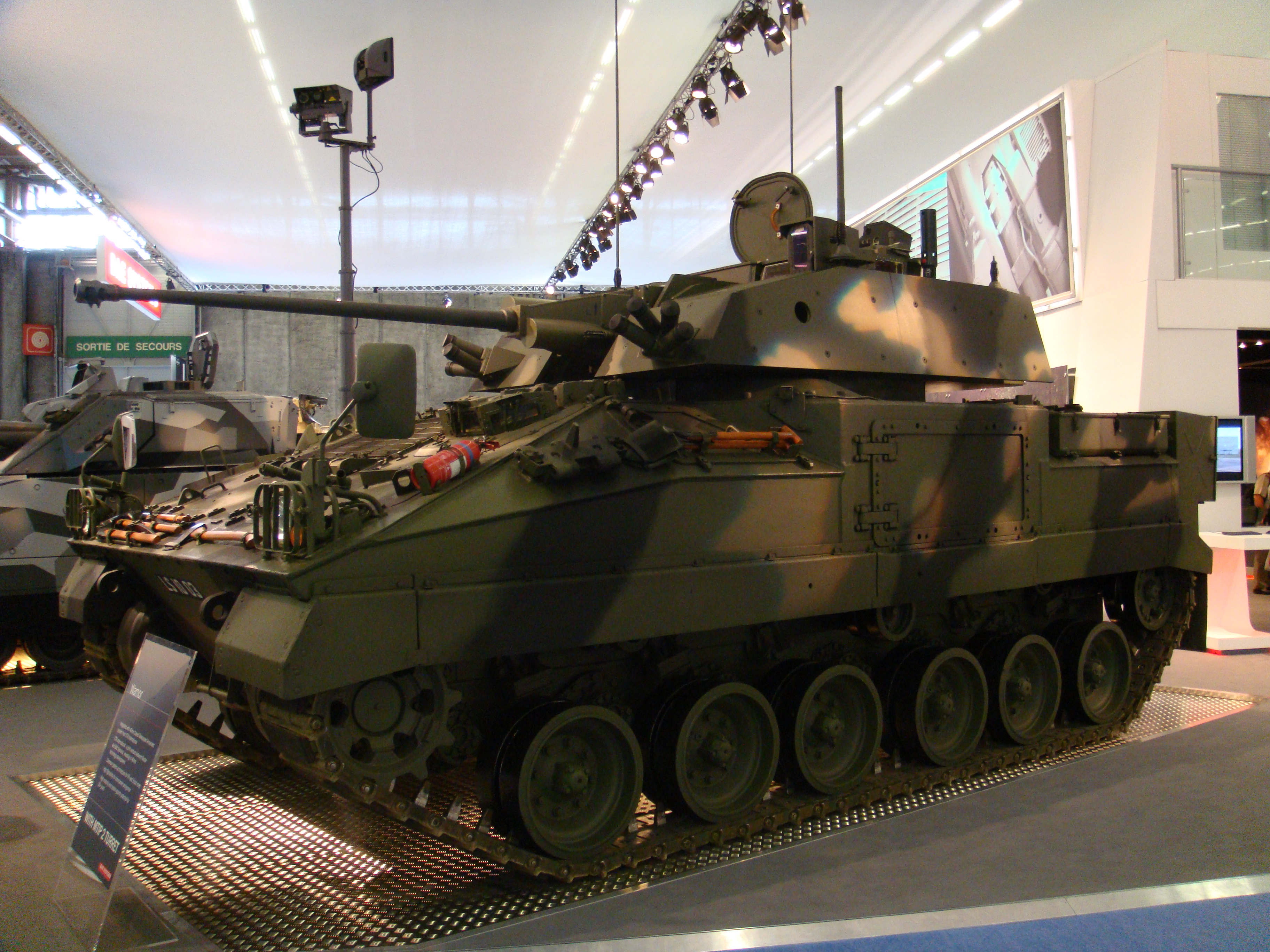
Britischer Schützenpanzer „Warrior“ mit MTIP2-Turm und 40-mm-CTWS

Bei Teleskoppatronen umschließt die Metallhülse das von der Treibladung umgebene Projektil vollständig. Beim Abfeuern tritt das Geschoss teleskopartig aus der Treibladung aus. Von außen betrachtet gleicht die Patrone einer Getränkedose. Durch die sehr kompakte Bauweise wird für dieselbe Feuerkraft 30 % weniger Platz benötigt, beziehungsweise bei gleichem Raumbedarf eine 43 % größere Vernichtungsleistung möglich. Die Abmessungen der 40-CT-Waffenanlage sind mit denen der Bushmaster II vergleichbar. Insgesamt soll sich dadurch der Logistikaufwand deutlich reduzieren.
Die fremdangetriebene Maschinenkanone arbeitet wie folgt: Das Magazin enthält die Patronen, welche dort gurtlos wie geschichtete Holzscheite lagern. Je nach Anwendung kann zwischen dem Magazin und dem Patronenlager der Waffe noch eine erhebliche Distanz liegen, welche durch eine Förderanlage überbrückt wird. Der Schütze kann dabei zwischen zwei Munitionsarten wählen, wobei der Wechsel weniger als drei Sekunden benötigen soll. Das Patronenlager ist rotierend auf Höhe des Schildzapfens angebracht. Dabei rotiert der Verschluss um 90°, dann wird die Patrone längs des Schildzapfens eingeführt. Der Verschluss rotiert nun um 90° zurück, so dass das Geschoss mit dem Rohr der Waffenanlage fluchtend ist. Beim Schuss laufen Rohr und Verschluss zurück; um den Rückstoß zu dämpfen, ist das Rohr mit einer Mündungsbremse ausgerüstet. Während des Vorlaufes dreht sich das Patronenlager wieder um 90°. An der Ausgangsposition angekommen, wird die leere Hülse durch das Hineinschieben eines neuen Geschosses auf der gegenüberliegenden Seite herausgedrückt („Push-through“-Konzept). Der Zyklus beginnt nun von vorne. Dabei kann eine Kadenz von 200 Schuss pro Minute erreicht werden.
Bei einer Kaliberlänge des Waffenrohres von 70 liegt die Streuung bei <0,35 Strich für APFSDS-Geschosse und <1 Strich für das Mehrzweckgeschoss auf 1500 m Entfernung. Die Lebensdauer der Waffenanlage liegt bei mindestens 10.000 Schuss, in Versuchen wurden bis zu 30.000 Zyklen getestet. Die gesamte Waffenanlage wiegt 320 kg, wobei die bewegten Massen mit etwa 230 kg zu Buche schlagen.

### Munition

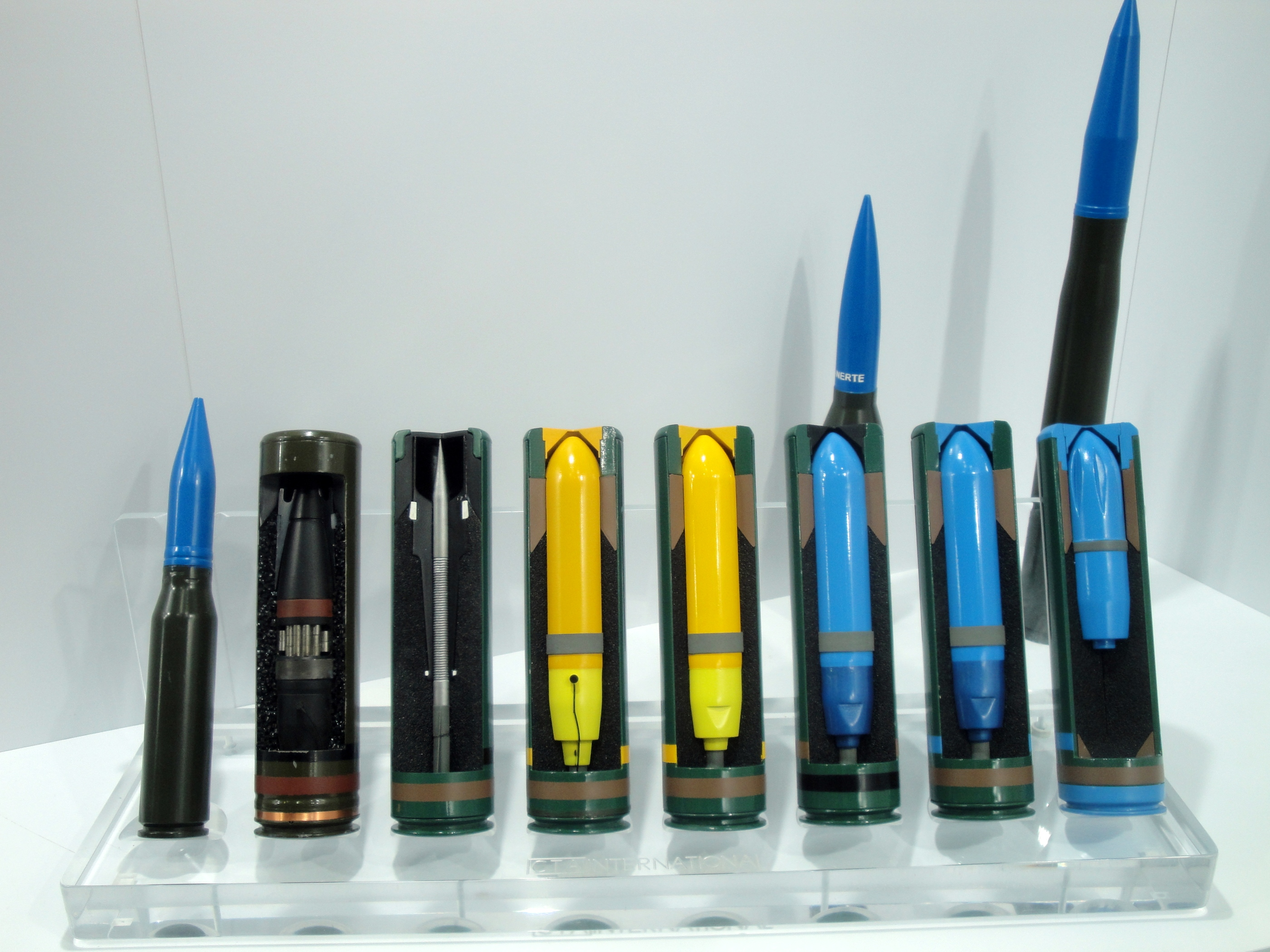
Verschiedene Teleskoppatronen für die CT-Kanone, zum Vergleich links eine Patrone in 30 × 173 mm, hinten eine in 35 × 228 mm und rechts hinten in 40 × 364R (Bofors)

Alle Munitionsarten sind nach STANAG 4439 als insensitive Munition entwickelt worden, um Sekundäreffekte bei gegnerischen Treffern zu minimieren. Die Abmessungen der zylindrischen Patronen betragen 255 × 65 mm. Für die 40-CT-Kanone wurden hauptsächlich zwei Munitionsarten entwickelt, ein APFSDS-Geschoss und eine Mehrzweckgranate:
- General Purpose Round (GPR): Das Mehrzweckgeschoss ist mit der 3P-Granate für das 40-mm-Bofors-Geschütz vergleichbar, besitzt jedoch einen runden statt spitzen Kopf. Die Geschossmasse beträgt 1000 Gramm, wobei die Stahlmasse 750 g beträgt. Der enthaltene Sprengstoff wiegt etwa 120 Gramm.[4] Die Granate kann mit Einschlag- oder mit Luftzündung detonieren. Der Detonationspunkt der Luftzündung wird induktiv in der Patronenkammer in das Geschoss programmiert. Die Luftdetonation deckt einen Bereich von 12 m × 40 m (Länge × Breite) mit Splittern ein, wobei ein Bereich von 6 m × 16 m gegen liegende Gegner mit CRISAT-Schutzwesten eine Vernichtungswahrscheinlichkeit von >50 % aufweist.[4] Bei Einschlagzündung können bis zu 210 mm Stahlbeton durchschlagen werden.[2] Die Mündungsgeschwindigkeit liegt bei etwa 1035 m/s. Auf etwa 700 m ist die Geschwindigkeit bereits unter 700 m/s gefallen.[1]

- Armor Piercing Fin-Stabilized Discarding Sabot Tracer (APFSDS-T): Unterkalibergeschoss aus einer Wolframlegierung, welches mit einem Aluminiumtreibspiegel durch das Rohr geführt wird. Das Führungsband besteht aus Nylon. Das vierteilige Leitwerk am Heck des Monoblockpenetrators ist aus Stahl und enthält den Leuchtspursatz. Der Monoblockpenetrator besitzt eine Masse von 250 Gramm, eine Länge von 165 mm und einen Durchmesser von 10,3 mm. Als Treibsatz kommt die Schütttreibladung BTU7 zum Einsatz. Die Mündungsgeschwindigkeit liegt bei etwa 1600 m/s.[1] Die Durchschlagsleistung liegt bei 175 mm RHA im Nahbereich und fällt fast linear auf 125 mm RHA in 3000 Metern ab.[4] Damit sollen Ziele bis zum T-55 bekämpft werden können.[2]

- Case Telescoped Guided Projectile (CTGP): Gelenktes Unterkalibergeschoss mit einem Gefechtskopf aus einer Wolframlegierung mit Selbstzerlegerladung. Die Mündungsgeschwindigkeit liegt bei etwa Mach 3. Im Prinzip soll ein lasergelenkter Dart der Starstreak HVM aus der 40-CT-Kanone verschossen werden. Die Geschossspitze besteht aus einer rotierenden Stahlsektion mit Canards und Gyro, welches über ein Wälzlager mit einem Wolframkörper verbunden ist. Dieser enthält die Batterien sowie die Zerlegerladung. Am Heck befindet sich ein Bauteil aus Stahl, welches den optischen Empfänger für den Laser und die vier Leitwerke enthält. Da die Elektronik Beschleunigungskräfte von 50.000 g aushalten und kompakt sein muss, wurde der neue Gyro als Mikrosystem ausgelegt. Erste Testschüsse fanden im Juni 2004 statt. Das Geschoss soll die effektive Reichweite der 40-CT-Kanone gegen manövrierende Ziele auf 4,5 km erhöhen, wobei die Munition preislich zwischen einem VSHORADS (z. B. Stinger) und der GPR angesiedelt ist.

- Training Practice Tracer (TP-T): Übungsgeschoss mit Leuchtspursatz und einer Mündungsgeschwindigkeit von etwa 1040 m/s sowie einer Masse von 980 Gramm, um das General Purpose Round (GPR) zu simulieren. Enthält keinen Gefechtskopf.

- Target Practice Reduced Range Tracer (TP-RR-T): Übungsgeschoss mit Leuchtspursatz und reduzierter Reichweite. Die Trajektorie entspricht dem GPR bis in eine Entfernung von 1500 m. Das Geschoss verwendet eine Plastikhülse.